# Асен Йорданов (журналист)
Вижте пояснителната страница за други личности с името Асен Йорданов.
Асен Недялков Йорданов е български разследващ журналист.

## Биография
Роден е на 3 февруари 1964 година в Бургас. Син е на българския поет Недялко Йорданов и брат на бившия издател и след това коментатор в агенция „ПИК“ Недялко Недялков. През 2010 година е сред лауреатите на Лайпцигската медийната награда „За свободата и бъдещето на медиите“.
Работата му е свързана преди всичко с разследване на корупция и злоупотреби в съдебната система, държавните институции, местната власт, организираната престъпност. Разкрил е крупни злоупотреби с обществени ресурси в морските общини и в парк Странджа. Работил е като разследващ журналист във вестниците „Стандарт“, "КЕШ"„Монитор“, „Политика“ и „Телеграф“, след което преминава на свободна практика. Работил е ТВ СКАТ в периода 1997-99 г., където създава първите предавания с патриотична тематика, едно от които е: "Час по България". 
В разследванията си посочва и обвинява в криминални деяния местни и национални политически деятели и магистрати, между които са Бойко Борисов, Димитър Николов, Сотир Цацаров, кметът на Царево Петко Арнаудов и много други.
Асен Йорданов многократно е заплашван. През 2007 година е нападнат с нож и бухалки от трима души пред дома си в Бургас, но поради тренировки и обучение в бойни изкуства успява да ги отблъсне.
В представянето на Йорданов в сайта на Лайпцигската награда през 2010 г. цитират Репортери без граници, според които „В българските медии Йорданов изглежда като НЛО“. Във връзка с тежкото положение на медиите в България, в същия сайт Асен Йорданов е цитиран да казва: „Журналистиката в България е като слалом със сноуборд в супер гигантски слалом. Непрекъснато се навеждаш и криволичиш, за да избегнеш препятствията“. По време на последвалата връчването на наградата пресконференция, Асен Йорданов заявява: „България и до днес се управлява от криминални елементи, а свободата на словото е по-зле отколкото преди 15 г.“
На 6 юни 2012 г. Асен Йорданов се изказва пред комисия в Европейския парламент на изслушване за свободата на българските медии.
Йорданов е създател и собственик на сайта Биволъ, който той списва заедно с блогъра Атанас Чобанов.